# And When Did You Last See Your Father?
And When Did You Last See Your Father? è un film del 2007 diretto da Anand Tucker.
La sceneggiatura di David Nicholls, è tratta dall'omonimo romanzo memoriale del 1993, best seller dello scrittore e poeta inglese Blake Morrison. Racconta il controverso rapporto tra lo scrittore, interpretato da Colin Firth e Matthew Beard (rispettivamente la versione adulta e adolescente di Blake), e il carismatico padre, interpretato da Jim Broadbent.
Il film è stato presentato in Italia al Festival internazionale del film di Roma il 20 ottobre 2007.

## Trama
Blake Morrison è un affermato poeta e scrittore, che vive felicemente con la moglie Kathy e i due figli. Quando al padre, Arthur Morrison, viene diagnosticato un tumore incurabile, raggiunge la madre Kim e la sorella minore Gillian in campagna, per passare insieme il poco tempo rimasto e, se possibile, per trovare risposte a quelle domande che da sempre lo tormentano. Durante la sua permanenza, Blake rivive il rapporto con il padre nei diversi momenti della sua vita: da bambino, quando l'esuberante genitore appare ai suoi occhi come un uomo "infallibile, invincibile, perfino immortale", da adolescente, quando le loro diverse personalità iniziano ad entrare in conflitto, e da adulto, quando malgrado il successo ottenuto, non è ancora riuscito ad ottenere quell'approvazione per le sue scelte di vita.
La loro relazione cambia e si evolve nel corso degli anni. Si alternano momenti piacevoli e divertenti, come il campeggio per testare i sacchi a pelo impermeabili e le lezioni di guida in spiaggia, e situazioni dubbie e imbarazzanti, nelle quali l'egocentrico genitore, impegnato ad animare feste e riunioni fra amici, non si cura dei sentimenti della moglie, umiliata in pubblico per via della sua relazione extraconiugale con l'amica di famiglia Beaty, e del figlio, continuamente messo in imbarazzo davanti alle ragazze della sua età.
Arthur Morrison è un uomo gioviale che ama godersi la vita, ma non si accorge del risentimento che il figlio inizia a covare e che si porterà dentro per anni. Quel risentimento Blake riuscirà a metterlo da parte solo dopo la morte del genitore, quando finalmente troverà le sue risposte e darà ordine ai suoi contrastanti sentimenti per la figura paterna.